# 真野川 (滋賀県)
真野川（まのがわ）とは滋賀県大津市を流れ、琵琶湖に流入する河川である。

## 地理
滋賀県大津市伊香立北在地町に水源を持ち、大津市今堅田で琵琶湖に流入する。上流は森の中で、中流は田畑が多く、その中に住宅が散在する地域となっている。河口はかつては深い入江で、景勝地として平安時代から多くの歌に詠まれている。真野川の堤防では毎年、真野学区自治連合会によって住民が作ったこいのぼり100匹を揚げている。伊香立向在地町と伊香立南庄町の境界にある落合橋で融川、伊香立普門町・伊香立大野町・真野家田町との境界で世渡川と合流する。流長は約11 kmで、農業用水として盛んに利用される。
河川整備は10年に1回程度の降雨による洪水を流下させられるように改修する方針。河口から支流の世渡川との合流付近までの3.1 kmは「整備実施区間」として優先的に整備され、世渡川合流から融川との合流付近までの2.2 kmは「整備時期検討区間」として整備を予定している。

### 交差する主な路線
- 国道161号（湖西道路） [5]
- 国道477号[5]
- 湖西線[5]
- 滋賀県道558号高島大津線 - 2022年（令和4年）10月7日に真野川をまたぐ真野川大橋（延長40.3 メートル）の架け替え工事が竣工した[6]。